# Felipe de Abajo Ontañón
Felipe de Abajo Ontañón (Salas de los Infantes, 1925-Burgos, 1973), fue un arquitecto y pintor español.

## Biografía
A los nueve años se traslada con su familia a la capital de la provincia de Burgos.
Muestra muy pronto interés por el dibujo y la pintura. Fortunato Julián le imparte clases en la Academia Provincial de Dibujo, completando su formación artística en la Escuela de Artes y Oficios. Accede a los estudios de Arquitectura en la escuela de Madrid en 1949, obteniendo el título en 1955, año en el que participa en una exposición en el Círculo de Bellas Artes de Madrid.
Acabada la carrera, comienza a trabajar con Antonio Lamela, pero en 1957 vuelve a Burgos. Un año más tarde se casa con Teresa Alonso, viajando de nuevo a Madrid, aunque en 1960 regresan definitivamente. Se asocia con Pedro Gutiérrez, recién titulado, con el que comienza a trabajar en equipo.
Para que sus proyectos estuvieran en consonancia con el estilo del entorno estudió las obras de los arquitectos que construyeron el Burgos antiguo. Se identifica con el casco histórico hasta el punto de construir junto al Arco de Fernán González la que iba a ser su casa antes de fallecer repentinamente en 1973. Ese año se le homenajea con una exposición sobre su obra en el Monasterio de San Juan.
Desempeñó cargos políticos como el de Delegado para Burgos de la Dirección General de Bellas Artes. Pero siempre huyó de la vanagloria, centrándose en su trabajo y su vocación, la pintura.

## Obra

### Arquitectura Humanista
La carrera de Felipe discurre en un periodo en el que la arquitectura española desarrolla un proceso de modernización para asimilar las formas que triunfaban en Europa y América. Se impone el racionalismo y el movimiento moderno, pero ya cuando fuera de España se plantea su crisis, avanza hacia la postmodernidad.
Felipe comienza su actividad con proyectos sencillos: garajes, pequeñas construcciones industriales... Pronto le encargan grandes edificios de viviendas, principalmente en la calle Vitoria y en otras zonas de Gamonal, como la plaza de San Bruno.
En el centro de la ciudad proyecta un edificio en el Paseo de la Isla, además de varias viviendas unifamiliares. También realiza trabajos relacionados con reformas de locales comerciales, junto a Pedro Gutiérrez.
En el centro de la ciudad participa primero en la construcción de la nueva Iglesia del Carmen, cuyo proyecto firma con Pedro Gutiérrez en 1964. Supone la desaparición de la histórica iglesia carmelita, con una obra vinculada a la corriente organicista que se impone en los años sesenta, como respuesta a las formas simplistas del estilo moderno.

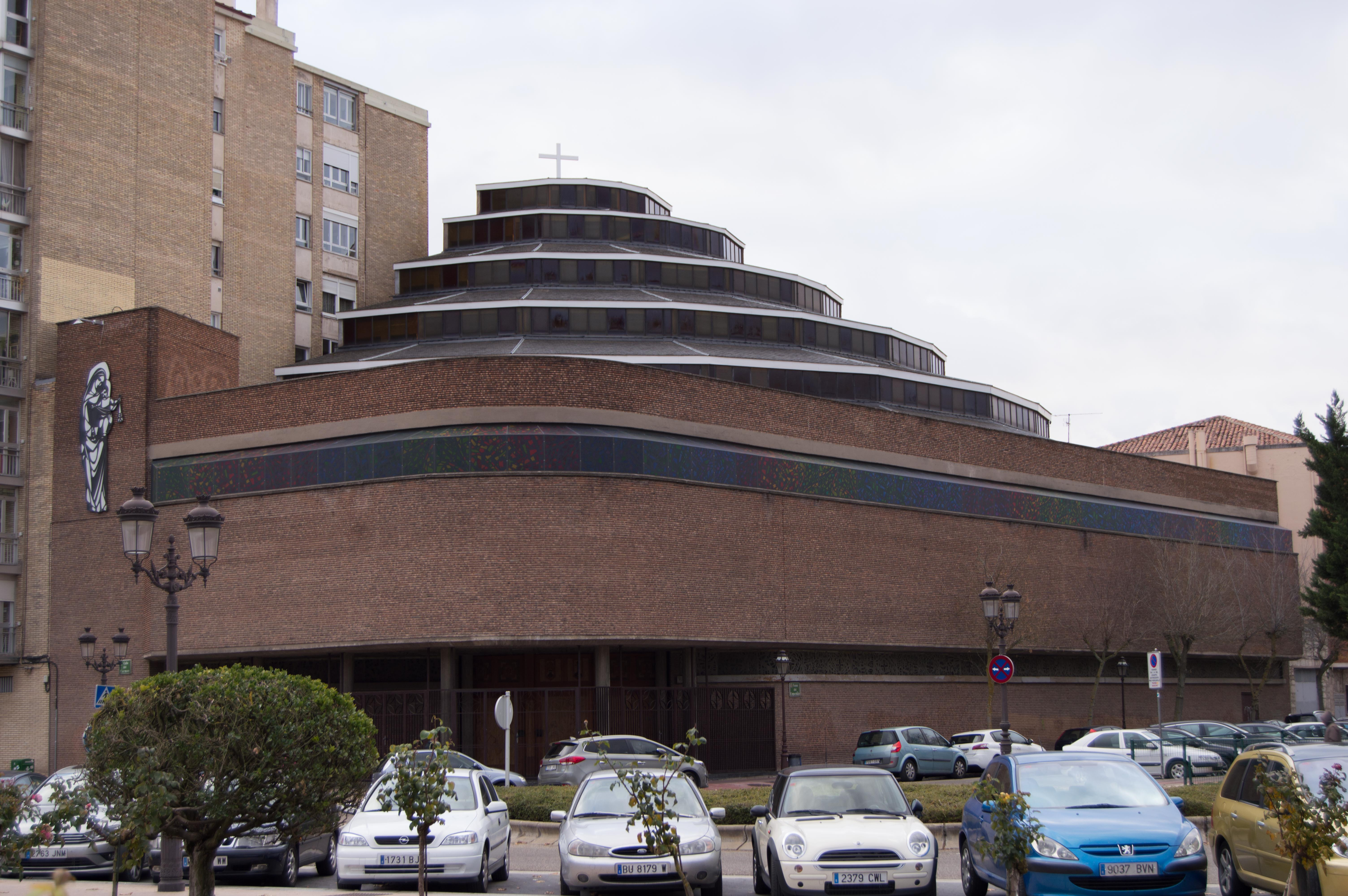
Fachada de la Iglesia del Carmen situada en Burgos. Proyectada de la mano del arquitecto Felipe de Abajo Ontañón. Fotografía del 2017.

Más tarde tuvo una segunda intervención, también de gran importancia, el proyecto para el Hotel y Restaurante Mesón del Cid, frente a la Catedral.
Participa en la redacción de proyectos, en solitario y en equipo, de edificios de variadas tipologías, como la ampliación del Colegio de Concepcionistas en la calle Miranda, o la construcción de los cines Goya y Consulado en la calle San Pablo, hoy desaparecidos.
También es suyo, en colaboración con Pedro Gutiérrez, el proyecto del Hospital de la Cruz Roja, realizado en 1963.
Muestra una gran preocupación por conservar los edificios antiguos. Restauró el Puente de San Lesmes, ordenó el entorno de la calle Fernán González, e impidió que la Casa del Cubo se viniese abajo, proponiendo su uso como sede del Colegio de Arquitectos.
Defiende la necesidad de proteger no sólo los monumentos, sino también el ambiente que los rodea. Propone la declaración del casco histórico como Conjunto Artístico y Monumental.
Gracias a su iniciativa se aprueban en 1966 las Ordenanzas para las zonas Histórico Artísticas, que se aplicarían en los límites del Conjunto Histórico Artístico de Burgos; constituyéndose como antecedente el Plan Especial del Centro Histórico.

### Vocación pictórica
Su estilo humanista se reflejaba en su pasión por la pintura basada en el dominio del dibujo, al que concede gran importancia como elemento rector de las diferentes manifestaciones artísticas.
Plasmó una vista sincera y sin artificio de tierras burgalesas, con cuidados paisajes de una rica gama cromática.
Donde se muestra más personal es en la búsqueda de la esencia del hombre y de las cosas que lleva a estudiar a los maestros del barroco español.